# レンディション
『レンディション』（Rendition）は、2007年のアメリカ映画。

## ストーリー
CIAアナリストのダグラス・フリーマンは、赴任先の北アフリカの某国で自爆テロに遭遇する。同国の秘密警察は、アメリカから引き渡されたエジプト系アメリカ人の容疑者に、尋問という名目で激しい拷問を行った。容疑者に短い尋問を行ったフリーマンは 、上司のコリーンに冤罪の可能性を示唆するが、コリーンは取り調べの続行を主張した。
エジプト生まれのアンウォー・エル＝イブラヒミは、化学エンジニア。シカゴで母と妻のイザベラ、幼い息子との4人暮らし。南アフリカで開かれた会議に出席し、アメリカに帰国する途中で行方不明となる。
イザベラはワシントンへ行き、旧友でホーキンス上院議員の側近を務めるアラン・スミスに助力を求めるが、ここで初めてアンウォーが自爆テロの容疑者として拘留されたことを知る。さらにアランは、アンウォーがCIAの「レンディション」と呼ばれる超法規措置によって国外追放処分になったこと、そして彼の釈放が極めて困難であることをイザベラに告げるのであった。

## スタッフ
- 監督：ギャヴィン・フッド
- 製作：スティーヴ・ゴリン他
- 脚本：ケリー・セイン
- 撮影：ディオン・ビーブ
- 音楽：ポール・ヘプカー 、マーク・キリアン

## キャスト
- イザベラ・フィールズ・エル＝イブラヒミ - リース・ウィザースプーン
- ダグラス・フリーマン - ジェイク・ギレンホール
- コリーン・ホイットマン - メリル・ストリープ
- アンウォー・エル＝イブラヒミ - オマー・メトウォリー
- ホーキンス上院議員 - アラン・アーキン
- アラン・スミス - ピーター・サースガード
- ジェレミー・エル＝イブラヒミ - アラミス・ナイト

## その他
ひかりTVなどのビデオ配信では『国家誘拐』の邦題がつけられている。